# 巴爾達斯坎

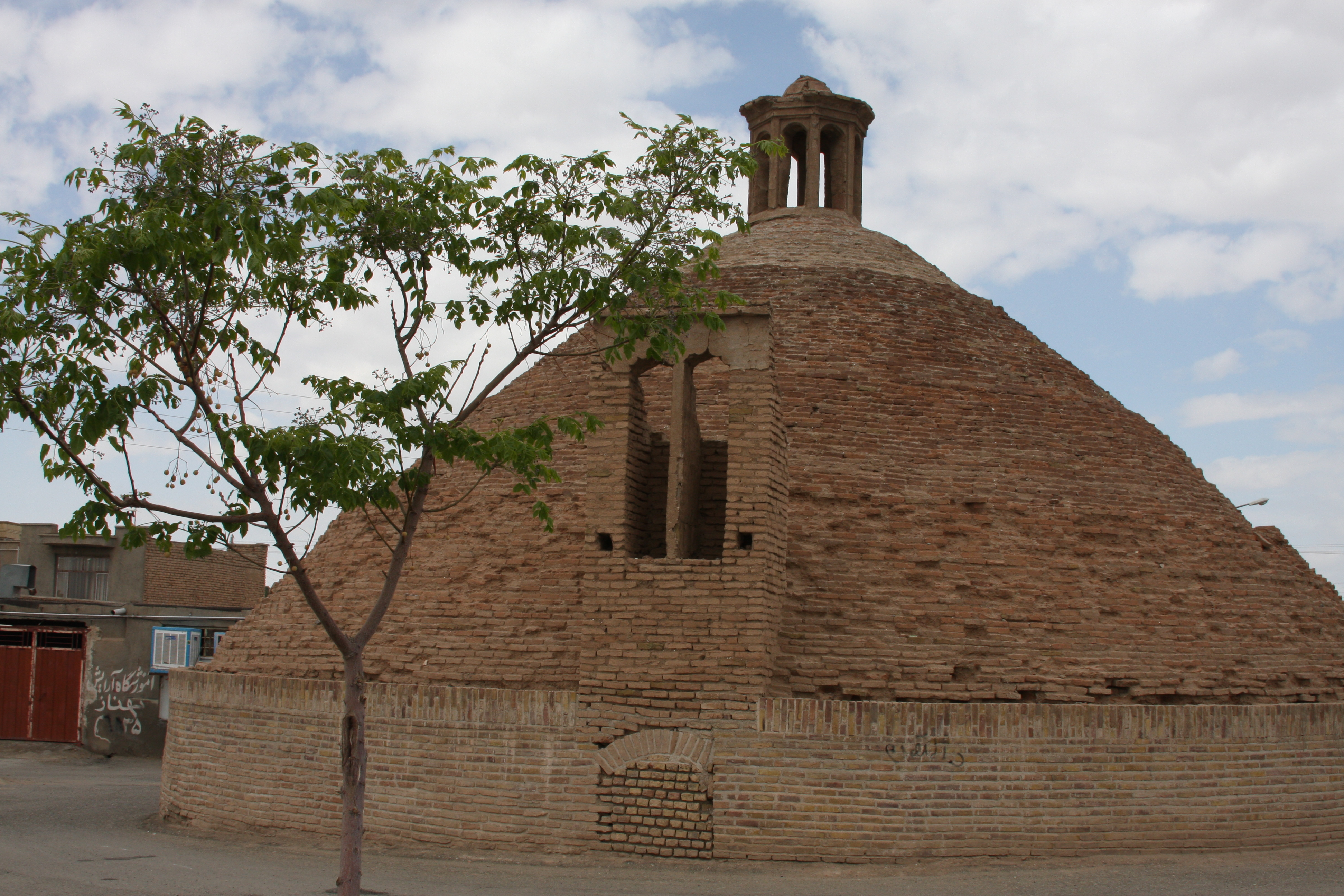

巴爾達斯坎是伊朗的城市，位於該國東北部，由禮薩呼羅珊省負責管轄，海拔高度985米，每年平均降雨量150毫米，主要經濟活動有農業和畜牧業，2006年人口22,211。

## 外部連結
- Photos of Bardaskan （页面存档备份，存于）